# 호두나무
호두나무(호도(胡桃)＞호두)는 가래나무과에 속하는 갈잎 큰키나무이다. 학명은 Juglans regia이다. 호도나무라고도 부른다. 발칸반도에서 히말라야, 동쪽으로는 중국에 이르는 유라시아 대륙 원산이다. 대한민국에서는 경기도 이남에서 심는다.

## 생태
양지바른 곳에서 잘 자라며 잎은 깃꼴겹잎으로 작은 잎이 5~7개 달린다. 작은 잎은 타원 모양이고 가장자리는 밋밋하며 매달린 잎은 끝으로 갈수록 조금씩 커진다. 암수한그루로 암꽃은 어린 가지 끝에 1~3개씩 모여 피고, 길이 15cm 정도의 수꽃은 밑으로 늘어진다. 9월에 달걀 모양의 핵과가 열린다. 열매의 씨를 호두라 부른다.

## 우리나라 호두나무
호두가 한국에 들어온 때는 4세기 말경으로 추정된다. 물론 이설이 많다. 통일신라시대나 고려시대 후기로 보기도 한다.
고려 충렬왕 16년(1290) 9월 원나라에 사신으로 갔던 류청신(柳淸臣, ?~1329)이  임금의 수레를 모시고 돌아올 때 호두나무의 묘목과 열매를 가져와 묘목은 광덕사 안에 심고, 열매는 유청신 선생의 고향집 뜰 앞에 심었다는 것이 고려시대 전래설의 기원이다.

## 사진

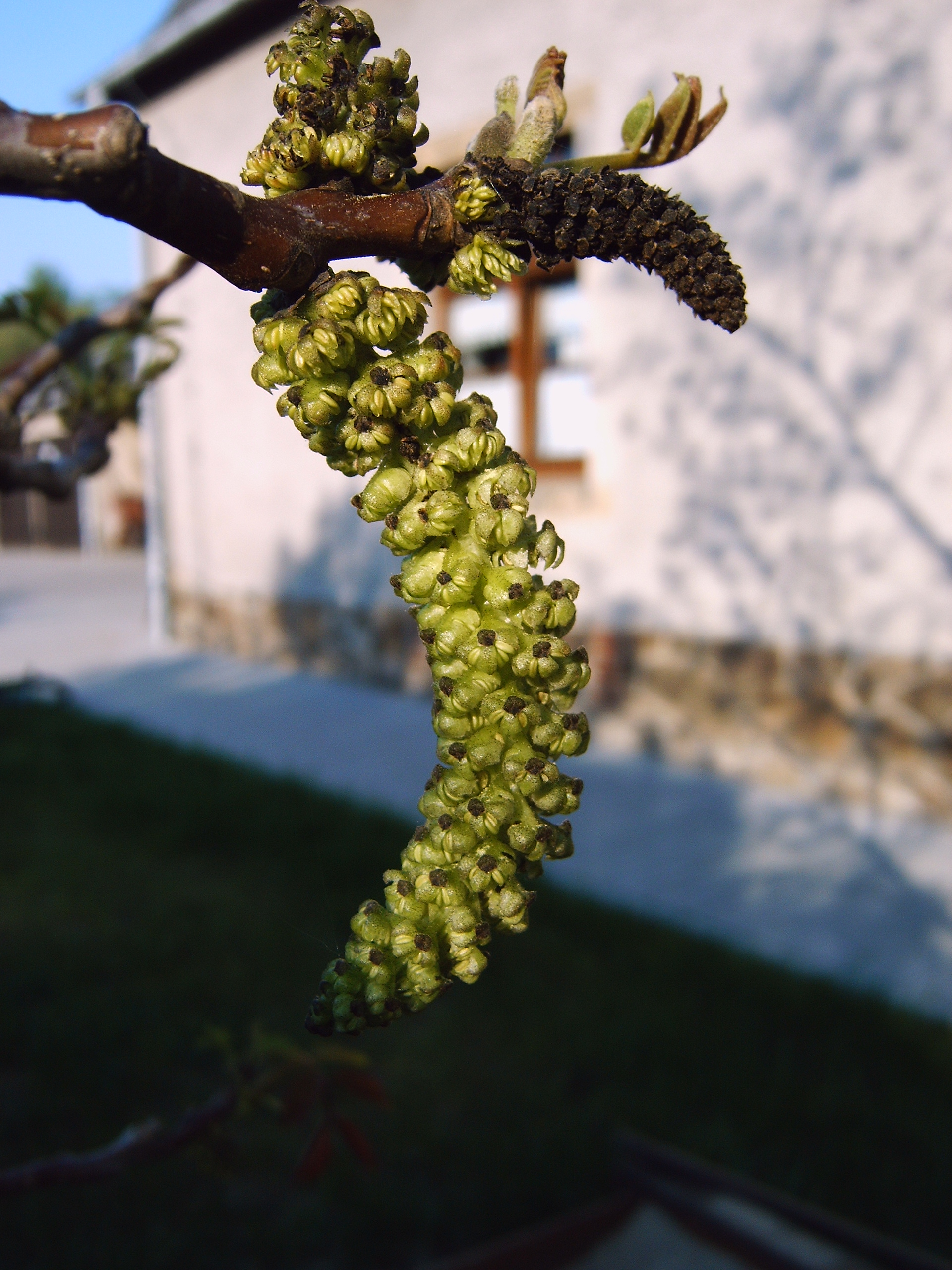
수꽃
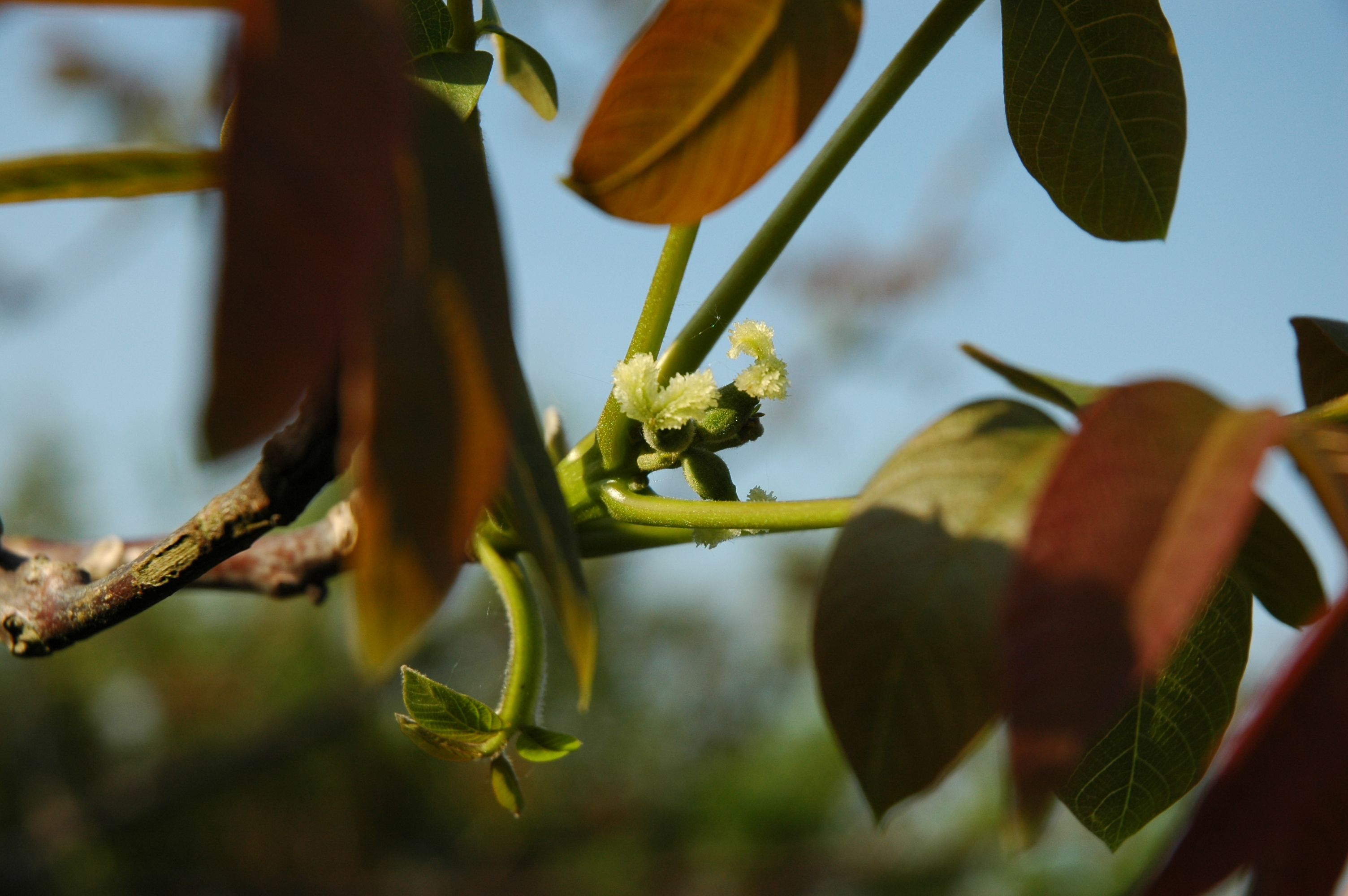
암꽃
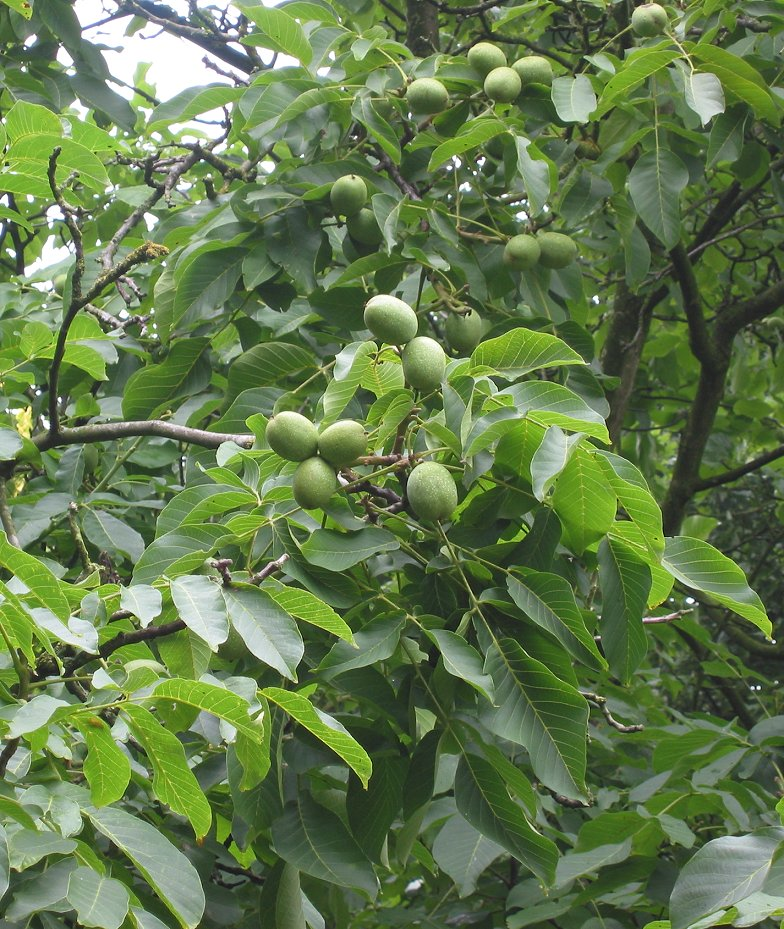
열매
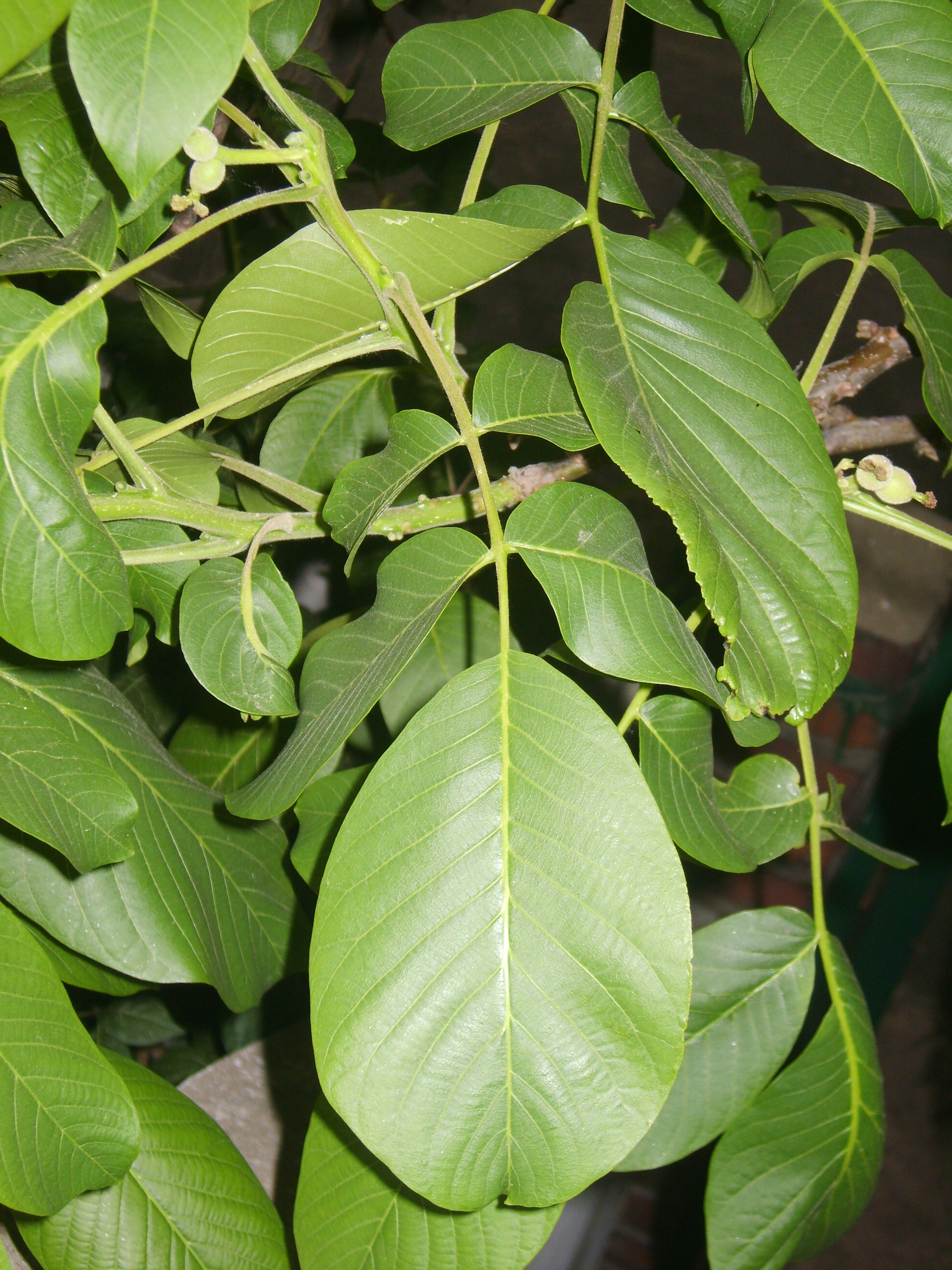
잎
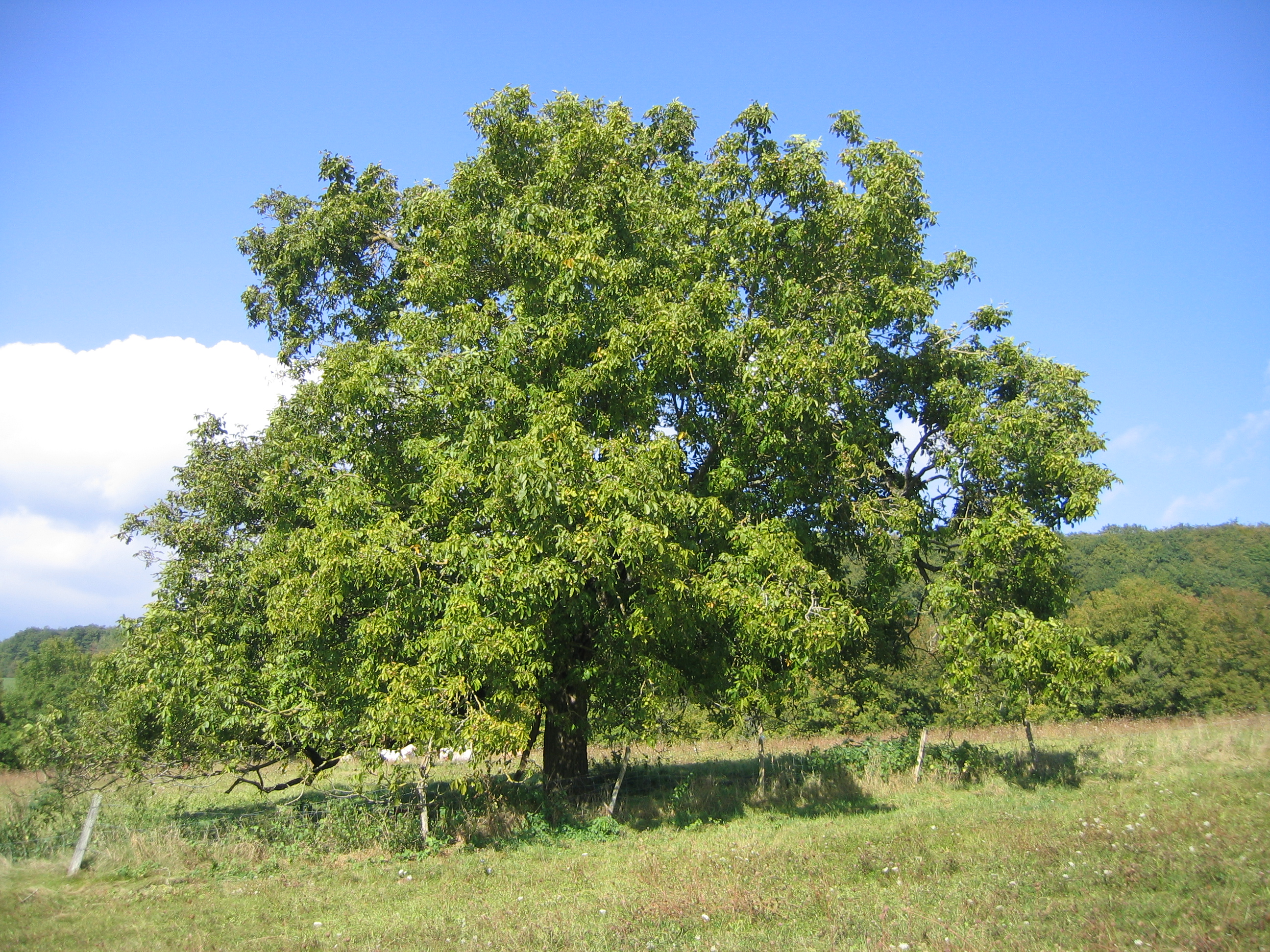
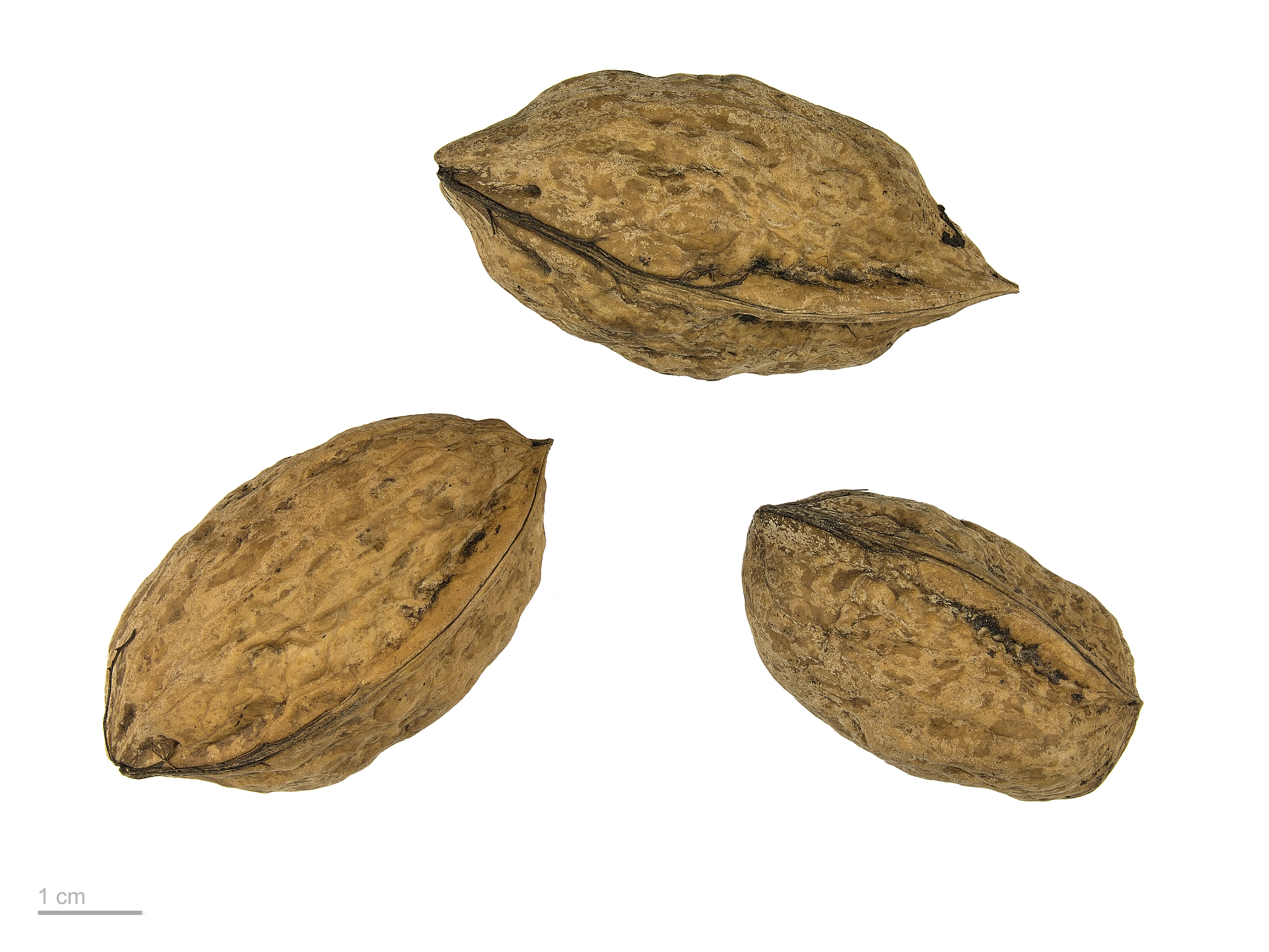
Juglans regia - Museum specimen
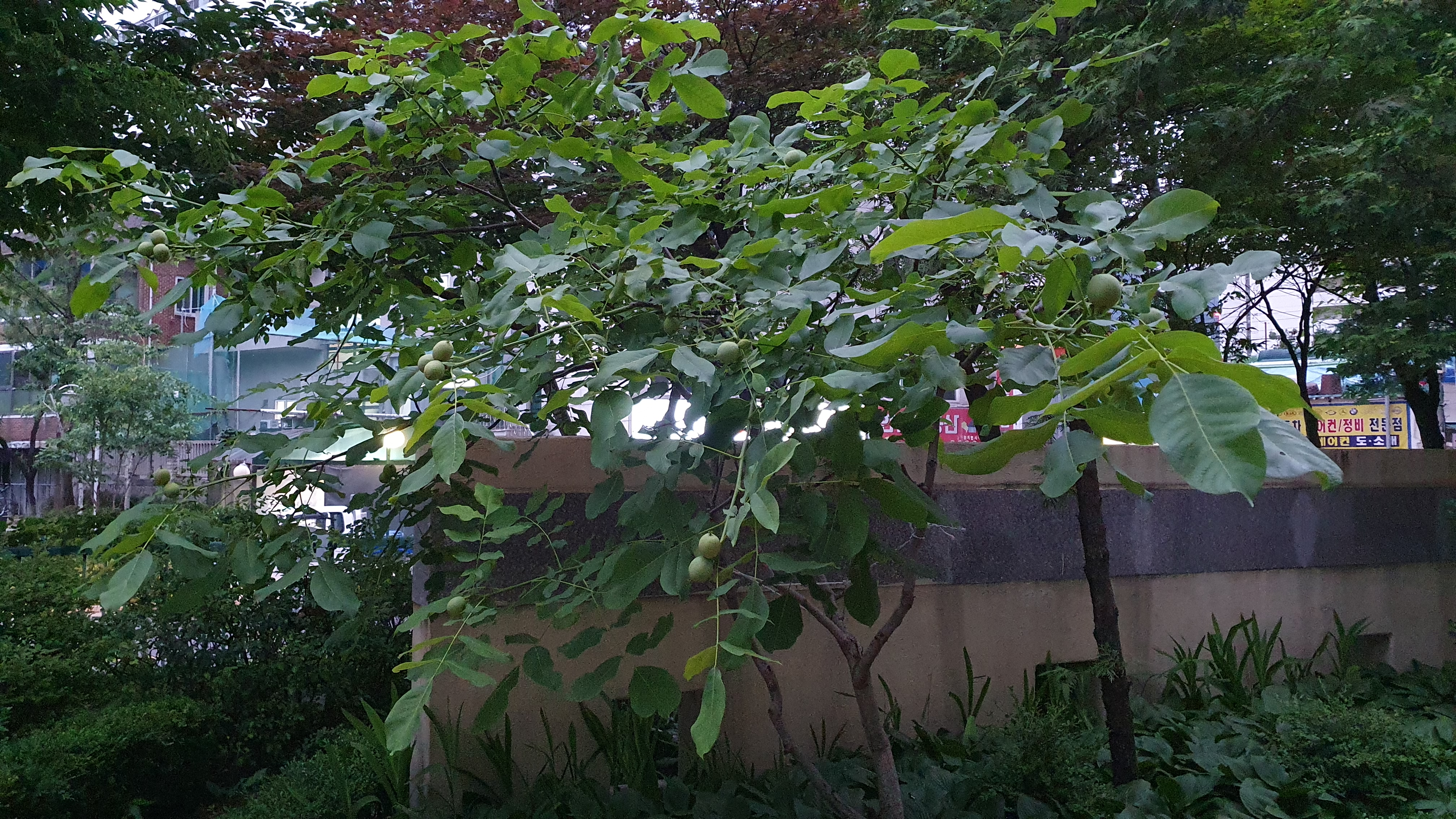
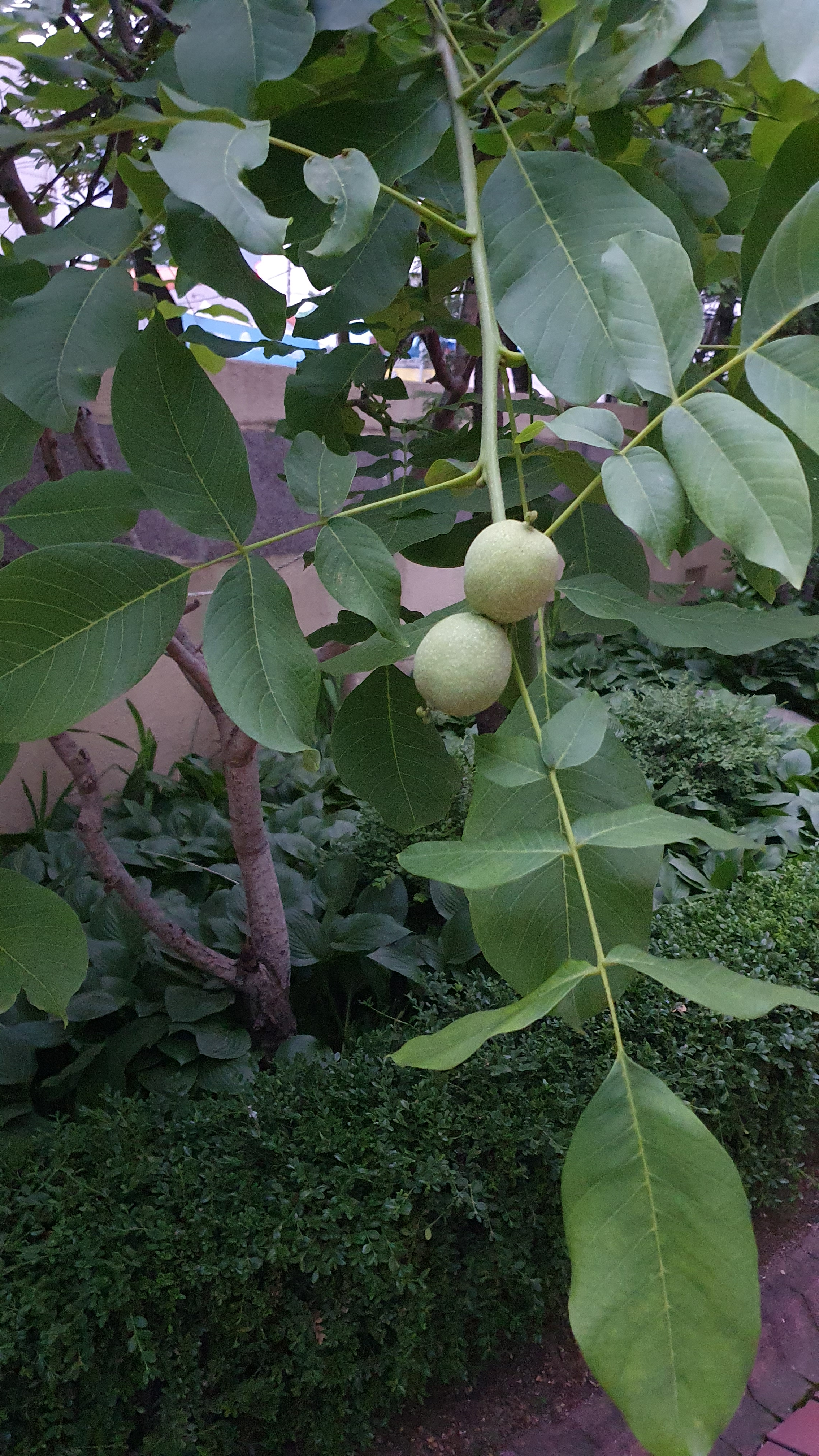

## 같이 보기
- 천안 광덕사 호두나무(대한민국의 천연기념물로 보호)
- 호두기름(호두유)